# Готліб Габерландт
Готліб Йоган Фрідріх Габерландт (нім. Gottlieb Haberlandt; 28 листопада 1854, Унгаріш-Альтенбург — 30 січня 1945, Берлін) — австро-німецький ботанік та один із основоположників фізіологічного напрямку у анатомії рослин.
Член-корреспондент АН Берліну, Відня, Мюнхена та академії  «Леопольдіна».

## Біографія
Народився 28 листопада 1854 року в австрійському місті Мошон у сім'ї  відомого вченого-натураліста, який спеціалізувався в області фізіології рослин, Фрідріха Габерландта [Архівовано 5 грудня 2021 у Wayback Machine.] (1826-1878), який на той час був професором місцевого сільськогосподарського інституту.
У 1874—1876 роках навчався у Віденському університеті. Після чого переїхав в Тюбінген, для того щоб навчатися у Сімона Швенденера.
З 1877 року працював у Віденському університеті.
З 1888 року Готліб Габерландт став професором ботаніки та директором ботанічного саду в Ґраці, в 1909—1923 роках зайняв посаду професора в Берлінському університеті.

## Внесок в науку
Розробив систему та термінологію рослинних такнин за їх фізіологічними ролями (механічна, провідна, асиміляційна і т.д.). Вивчав тропізми та явище подразливості у рослин.
У своїй роботі 1902 року запропонував концепцію культури клітин in vitro, при цьому Габерландт використовував розчин, запропонований Вільгельмом Кнопом, а також глюкозу та пептон. Ця робота дала іншим науковцям поштовх до подальшого дослідження можливості культивування клітин у супензійній культурі.
Габерландт висунув гіпотезу про титопотентність рослинної клітини, відповідно до якої з клітин, які культивуються, можна регенерувати окремі органи та цілу рослину.
Готліб Габерландт відкрив раневі (некрогормони) [Архівовано 20 листопада 2016 у Wayback Machine.] рослин, речовини, що утворюються при ушкодженні тканин вищих рослин і стимулюють клітинний поділ у місці поранення.